# Медаль Тимошенко
Медаль Тимошенко (англ. Timoshenko Medal) — научная награда Американскогo обществa инженеров-механиков за выдающиеся достижения в области прикладной механики. Награда была учреждена в 1957 году в честь  Степана Прокофьевича Тимошенко (1878—1972), украинско-американского механика, основоположника механики сплошных сред, сорганизатора Национальной академии наук Украины. С.П.Тимошенко стал первым лауреатом.
Наградная комиссия формируется из пяти лауреатов медали Тимошенко прошлых лет, пяти членов правления Американскогo общество инженеров-механиков (ASME), пяти действительных представителей Секции прикладной механики (AMD) и пяти представителей AMD прошлых лет. Лауреат проводит обзорную лекцию во время торжественного ужина на зимнем заседании ASME.

## Список награждённых
- 1957: Степан Прокофьевич Тимошенко
- 1958: Arpad Nadai[нем.], Теодор фон Карман, Джеффри Тейлор
- 1959: Richard V. Southwell[англ.]
- 1960: Cornelis Benjamin Biezeno[англ.], Richard Grammel[нем.]
- 1961: James N. Goodier[англ.]
- 1962: Морис Энтони Био
- 1963: Джеймс Лайтхилл
- 1964: Рэймонд Миндлин
- 1965: Сидней Гольдштейн
- 1966: Вильям Прагер
- 1967: Hillel Poritsky[нем.]
- 1968: Варнер Койтер
- 1969: Якоб Аккерет
- 1970: Джеймс Стокер
- 1971: Howard Wilson Emmons[англ.]
- 1972: Якоб Ден-Гартог
- 1973: Эрик Рейсснер
- 1974: Albert E. Green[англ.]
- 1975: Линь Цзя-цзяо
- 1976: Erastus Lee[нем.]
- 1977: John D. Eshelby[англ.]
- 1978: George F. Carrier[англ.]
- 1979: Jerald Ericksen[англ.]
- 1980: Paul M. Naghdi[англ.]
- 1981: Иоаннис Аргирис
- 1982: John W. Miles[англ.]
- 1983: Даниэль Друкер
- 1984: Джозеф Келлер
- 1985: Eli Sternberg[англ.]
- 1986: George Rankine Irwin[англ.]
- 1987: Рональд Ривлин
- 1988: Джордж Бэтчелор
- 1989: Бернард Будянский
- 1990: Stephen H. Crandall[англ.]
- 1991: Yuan-Cheng Fung[англ.]
- 1992: Ахенбах, Ян
- 1993: John L. Lumley[англ.]
- 1994: James R. Rice[англ.]
- 1995: Daniel D. Joseph[англ.]
- 1996: J. Tinsley Oden[англ.]
- 1997: John R. Willis[нем.]
- 1998: Olgierd Zienkiewicz[англ.]
- 1999: Anatol Roshko[англ.]
- 2000: Rodney J. Clifton[нем.]
- 2001: Ted Belytschko[англ.]
- 2002: Хатчинсон, Джон
- 2003: Lambert B. Freund[нем.]
- 2004: Morton Gurtin[англ.]
- 2005: Григорий Исаакович Баренблатт
- 2006: Kenneth L. Johnson[англ.]
- 2007: Thomas J.R. Hughes[англ.]
- 2008: Sia Nemat-Nasser[нем.]
- 2009: Zdeněk P. Bažant[англ.]
- 2010: Wolfgang Knauss[нем.]
- 2011: Alan Needleman[англ.]
- 2012: Subra Suresh[англ.]
- 2013: Richard M. Christensen[нем.]
- 2014: Robert McMeeking[нем.]
- 2015: Michael Ortiz[нем.]
- 2016: Raymond Ogden[англ.]
- 2017: Viggo Tvergaard[нем.]
- 2018: Ares J. Rosakis[англ.]
- 2019: Д. Редди (англ.)
- 2020: Мэри Каннингем Бойс (англ.)
- 2021: en:Huajian Gao
- 2022: en:Michael A. Sutton
- 2023: en:Guruswami Ravichandran